# Mollenbeck (lippisches Adelsgeschlecht)

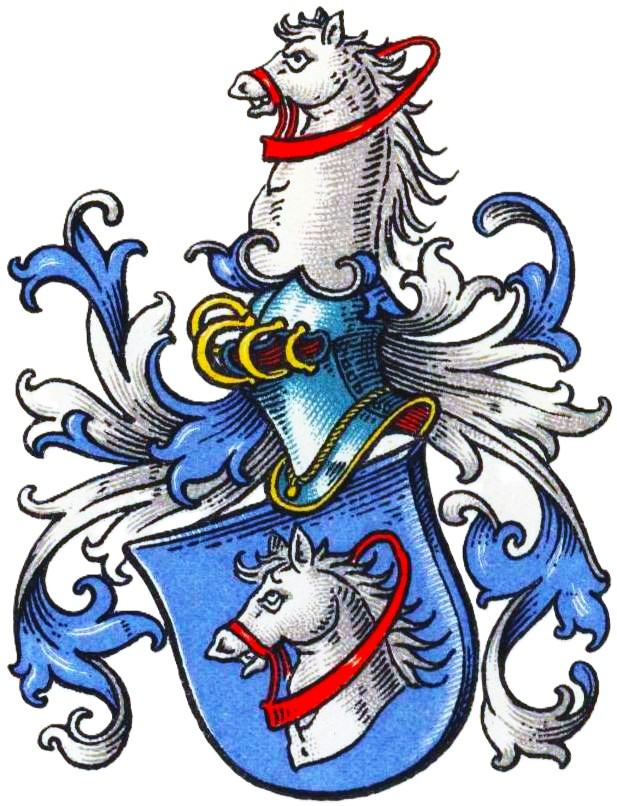
Wappen derer von Möllenbeck im Wappenbuch des Westfälischen Adels

Mollenbeck (auch Mollenbeke, Möllenbeck o. ä.) ist der Name eines im 16. Jahrhundert erloschenen lippischen Adelsgeschlechts.
Die Familie ist von zwei gleichnamigen Adelsgeschlechtern, einer westfälisch-badischen und einer münsterländischen Familie, zu unterscheiden (siehe Mollenbeck).

## Geschichte
Der Stammsitz des Geschlechts im Lippischen ist nicht überliefert, vermutlich Möllenbeck, heute ein Stadtteil von Rinteln in Niedersachsen. Schon 1281 findet sich ein Ritter Hermann von Molenbeck als Zeuge in einer Herforder Urkunde, 1307 dann ein Knappe Johann von Molenbeke als Zeuge in einer Urkunde des Klosters Marienfeld. Lauf Anton Fahne gehörten u. a. die 1372 in ravensbergischen Urkunden vorkommenden Brüder Hermann, Johann und Ludolf von Mollenbeck, alle drei Knappen, zur Familie. Ein späterer Johann von Mollenbeck wurde 1433/4 vom Kölner Erzbischof Dietrich II. von Moers, dem damaligen Administrator der Herrlichkeit Lippe, zum lippischen Amtmann berufen. Derselbe beurkundete 1437 zusammen mit dem Grafen Konrad V. von Rietberg († 1472) und Ludolf von Oer, dass ihnen vom Stift Osnabrück die Schlösser Wiedenbrück und Reckenberg verpfändet worden waren. Ein Johann von Molenbeke mit Pferdekopf-Siegel erscheint auch in einer 1441er Urkunde des Klosters Marienfeld als Zeuge.
Die Letzte des Geschlechts war Ermgard von Mollenbeck, Tochter von Cord van Molenbeke (1455 Amtmann zu Wittlage; 1492 bereits tot), die in erster Ehe mit Lubbert von Westphalen und in zweiter Ehe ab 1485 mit Gert von Spiegel verheiratet war. Sie lebte als Witwe noch 1524.

## Wappen
Blasonierung: In Blau sein silberner rot aufgezäumter Pferdekopf. Auf dem Helm mit blau-silbernen Helmdecken der Pferdekopf.